# Нахимовское сельское поселение
Нахимовское сельское поселение — упразднённое муниципальное образование в составе Холм-Жирковского района Смоленской области России.
Административный центр — село Нахимовское.

## Географические данные
- Общая площадь: 74,32 км²
- Расположение: центральная часть Холм-Жирковского района
- Граничит:
  - на северо-востоке и востоке — с Новодугинским районом
  - на юге — с  Пигулинским сельским поселением
  - на юго-западе — с  Стешинским сельским поселением
  - на западе — с  Холм-Жирковским городским поселением
  - на северо-западе — с  Болышевским сельским поселением
- По территории поселения проходит автомобильная дорога  Холм-Жирковский-Нахимовское.
- Крупные реки: Днепр.

## История
Образовано Законом от 28 декабря 2004 года. Упразднено Законом Смоленской области от 20 декабря 2018 года с включением всех входивших в его состав населённых пунктов к 1 января 2019 года в Лехминское сельское поселение.

## Население
| 2011 | 2012 | 2013 | 2014 | 2015 | 2016 | 2017 |
| ---- | ---- | ---- | ---- | ---- | ---- | ---- |
| 380  | ↘367 | ↘346 | ↘338 | ↘318 | ↘308 | ↗309 |
| 2018 | 2021 |      |      |      |      |      |
| ↘308 | ↗310 |      |      |      |      |      |

## Населённые пункты
На территории поселения находится 21 населённый пункт:
- Нахимовское, село
- Артемово, деревня
- Белоусово, деревня
- Битягово, деревня
- Герасимово, деревня
- Глушково, деревня
- Гришково, деревня
- Каменец, деревня
- Костино, деревня
- Крекшино, деревня
- Кучино, деревня
- Леоново, деревня
- Малышево, деревня
- Митюково, деревня
- Нестеровка, деревня
- Облецы, деревня
- Орлово, деревня
- Петрово, деревня
- Селиваново, деревня
- Шелухино, деревня
- Шмарово, деревня